# Eudorylas pallidiventris
Eudorylas pallidiventris är en tvåvingeart som först beskrevs av de Meijere 1914.  Eudorylas pallidiventris ingår i släktet Eudorylas och familjen ögonflugor. Inga underarter finns listade i Catalogue of Life.